# 울펜슈타인: 디 올드 블러드
울펜슈타인: 디 올드 블러드(Wolfenstein: The Old Blood)는 머신게임스가 개발하고 베데스다 소프트웍스가 배급한 액션 어드벤처 1인칭 슈팅 게임이다. 2015년 5월 5일 Microsoft Windows, PlayStation 4, Xbox One용으로 출시되었다. 이 게임은 울펜슈타인 시리즈 중 독립적인 타이틀이며 2014년 울펜슈타인: 더 뉴 오더의 프리퀄이며 배경은 대체 역사 1946년이다.
이 게임은 1인칭 관점에서 플레이되며 레벨은 발로 걸어다니며 탐험한다. 스토리는 여러 챕터로 구성되어 있으며 플레이어는 진전을 위해 챕터를 완성해야 하며 이 챕터는 2개의 상호 연결된 캠페인으로 나뉜다. 이 게임은 피스톨, 샷건, 폭발물 등 다양한 무기를 갖추고 있으며 대부분이 이도류이다. 커버 시스템도 존재한다.
울펜슈타인: 디 올드 블러드는 대체로 긍정적인 평가를 받았다.

## 평가
| 평론 점수 평론사 점수 PC PS4 엑스박스 원 디스트럭토이드 N/A N/A 8/10 [ 1 ] EGM N/A N/A 7.5/10 [ 2 ] 패미츠 N/A 33/40 [ 3 ] 33/40 [ 3 ] 게임 인포머 7.5/10 [ 4 ] 7.5/10 [ 4 ] 7.5/10 [ 4 ] 게임 레볼루션 [ 5 ] N/A N/A 게임스팟 7/10 [ 6 ] N/A N/A 게임트레일러스 N/A 7.7/10 [ 7 ] N/A 게임존 7.5/10 [ 8 ] 7.5/10 [ 8 ] 7.5/10 [ 8 ] IGN 7/10 [ 9 ] 7/10 [ 9 ] 7/10 [ 9 ] OPM (UK) N/A 6/10 [ 10 ] N/A OXM (UK) N/A N/A 7/10 [ 11 ] PC 게이머 (UK) 70% [ 12 ] N/A N/A 폴리곤 N/A 7/10 [ 13 ] N/A VideoGamer.com 8/10 [ 14 ] N/A N/A The Daily Telegraph N/A [ 15 ] N/A Slant Magazine N/A [ 16 ] N/A 통합 점수 메타크리틱 76/100 [ 17 ] 76/100 [ 18 ] 75/100 [ 19 ] |        |        |             |
| 평론 점수 |        |        |             |
| 평론사 | 점수   | 점수   | 점수        |
| 평론사 | PC     | PS4    | 엑스박스 원 |
| 디스트럭토이드 | N/A    | N/A    | 8/10        |
| EGM | N/A    | N/A    | 7.5/10      |
| 패미츠 | N/A    | 33/40  | 33/40       |
| 게임 인포머 | 7.5/10 | 7.5/10 | 7.5/10      |
| 게임 레볼루션 | [ 5 ]  | N/A    | N/A         |
| 게임스팟 | 7/10   | N/A    | N/A         |
| 게임트레일러스 | N/A    | 7.7/10 | N/A         |
| 게임존 | 7.5/10 | 7.5/10 | 7.5/10      |
| IGN | 7/10   | 7/10   | 7/10        |
| OPM (UK) | N/A    | 6/10   | N/A         |
| OXM (UK) | N/A    | N/A    | 7/10        |
| PC 게이머 (UK) | 70%    | N/A    | N/A         |
| 폴리곤 | N/A    | 7/10   | N/A         |
| VideoGamer.com | 8/10   | N/A    | N/A         |
| The Daily Telegraph | N/A    | [ 15 ] | N/A         |
| Slant Magazine | N/A    | [ 16 ] | N/A         |
| 통합 점수 |        |        |             |
| 메타크리틱 | 76/100 | 76/100 | 75/100      |